# Les Trois Corniauds
Pour les articles homonymes, voir Corniaud.
Pour plus de détails, voir Fiche technique et Distribution.
Les Trois Corniauds ou Les Trois Stooges au Québec (The Three Stooges) est un film américain de Peter et Bobby Farrelly, sorti en 2012. C'est une adaptation cinématographique des aventures de la troupe comique Les Trois Stooges, originellement composée de Curly Howard, Moe Howard et Larry Fine,au centre de nombreux films au milieu du XXe siècle.

## Synopsis
« Déposés » à un orphelinat tenu par des religieuses, les trois Stooges Moe, Curly et Larry sont abandonnés. Élevés par les sœurs, ils entament alors une série de bêtises qu'ils poursuivront une fois adulte. 
Se rendant compte de la difficulté de l'orphelinat à éviter la faillite provoquée par leurs bêtises, les Stooges, ayant atteint la trentaine, décident de venir au secours de l'établissement. Ils entament alors une aventure pleine de rebondissements et de scènes comiques, tels qu'on pouvait les voir dans les séries du XXe siècle.

## Fiche technique
- Titre original : The Three Stooges
- Titre français : Les Trois Corniauds
- Titre québécois : Les trois Stooges
- Réalisation : Peter et Bobby Farrelly
- Scénario : Peter et Bobby Farrelly et Mike Cerrone
- Direction artistique : Amy Lee Wheeler
- Décors : Arlan Jay Vetter
- Costumes : Denise Wingate
- Photographie : Matthew F. Leonetti
- Montage : Sam Seig
- Musique : John Debney
- Production : Peter et Bobby Farrelly, Bradley Thomas et Charles B. Wessler ; J.B. Rogers (coproduction) ; Tommy Kijas (associé)
  - Production exécutive : Earl M. Benjamin, Robert Benjamin, Marc S. Fischer
- Sociétés de production : C3 Entertainment Inc. et Conundrum Entertainment
- Société(s) de distribution : 20th Century Fox
- Budget : 30 000 000 USD
- Pays d'origine :  États-Unis
- Langue originale : anglais
- Format : couleur - 35 mm - 2,35:1 - son Dolby Digital
- Genre : comédie
- Durée : 92 minutes
- Dates de sortie :
 États-Unis : 13 avril 2012
 France : 25 juillet 2012

## Distribution
- Chris Diamantopoulos (VFB : Frédéric Meaux ; VQ : Thiéry Dubé) : Moe
- Sean Hayes (VFB : Martin Spinhayer ; VQ : Sébastien Dhavernas) : Larry
- Will Sasso (VFB : Alain Eloy ; VQ : Tristan Harvey) : Curly
- Sofía Vergara (VFB : Alexandra Correa ; VQ : Viviane Pacal) : Lydia
- Jane Lynch (VFB : Stéphane Excoffier ; VQ : Claudine Chatel) : Mère supérieure
- Kate Upton : Sœur Bernice
- Jennifer Hudson : Sœur Rosemary
- Larry David (VFB : Franck Dacquin ; VQ : Jacques Lavallée) : Sœur Mary-Mengele
- Craig Bierko (VFB : Erwin Grünspan ; VQ : Daniel Picard) : Mac
- Lin Shaye : Infirmière Crotchet
- Stephen Collins (VFB : Raphaël Anciaux ; VQ : Jean-Luc Montminy) : M. Harter
- Mike 'The Situation' Sorrentino : lui-même
- Nicole « Snooki » Polizzi : elle-même
- Jenni Farley : elle-même
- Antonio Sabato Jr. : Bobby
- Skyler Gisondo (VFB : Isaac Vandessel ; VQ : Tom-Eliot Girard) : Moe, jeune
- Jake Peck (VFB : Harry Belasri) : Teddy, jeune
- Kirby Heyborne (VQ : Alexandre Fortin) : Teddy
- Avalon Robbins (VQ : Catherine Préfontaine) : Murph
- Robert Capron : Curly, jeune
- Carly Craig : Mme Harter
- Emy Coligado : Ling
- Erin Allin O'Reilly : une nonne
- Isaiah Mustafa : un exécutif de la chaine de télévision
- Sayed Badreya : Orderly
- Dwight Howard : lui-même

Source et légende : Version française (VF), et Version québécoise (VQ)